# NGC 6356
NGC 6356 est un amas globulaire situé dans la constellation d'Ophiuchus à environ 49 250 a.l. (15,1 kpc) du Soleil et à 24 500 a.l. (7,5 kpc) du centre de la Voie lactée. Il a été découvert par l'astronome germano-britannique William Herschel en 1784.

## Caractéristiques
Deux mesures récentes de la vitesse sont indiquées sur la base de données Simbad, 37,6 ± 1,2 km/s et 38,93 ± 1,88 km/s. William W. Harris indique une valeur semblable, soit 27 ± 4,3 km/s.
Six valeurs de la métallicité comprises entre -0,35 et -0,90 sont indiquées sur Simbad. La valeur retenue par Harris est de -0,4. Une métallicité comprise entre -0,35 et -0,90 signifie que la concentration en fer de NGC 6356 est comprise entre 13 % et 45 % de celle du Soleil. Après le Big Bang, l'Univers étant surtout composé d'hydrogène et d'hélium, la métallicité était pratiquement nulle. L'univers s'est progressivement enrichi en métaux (éléments plus lourds que l'hélium) grâce à la synthèse de ceux-ci dans le cœur des étoiles. La métallicité des amas du halo de la Voie lactée varie d'un centième à un dixième de la métallicité solaire, ce qui signifie que ces amas se décomposent en deux sous-groupes, les relativement jeunes et les vieux. Selon sa métallicité, NGC 6356 serait donc un vieil amas riche en métaux.

## Galerie

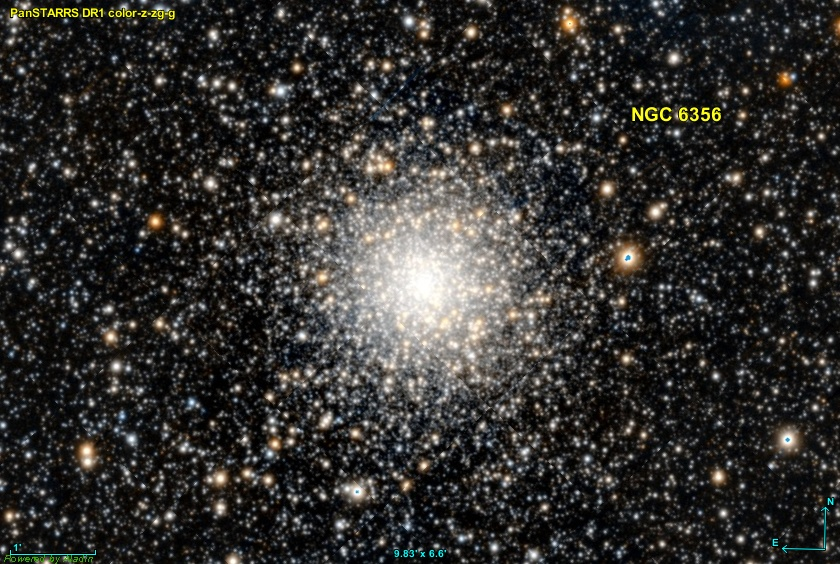
NGC 6356 en lumière visible par le relevé Pan-STARRS.
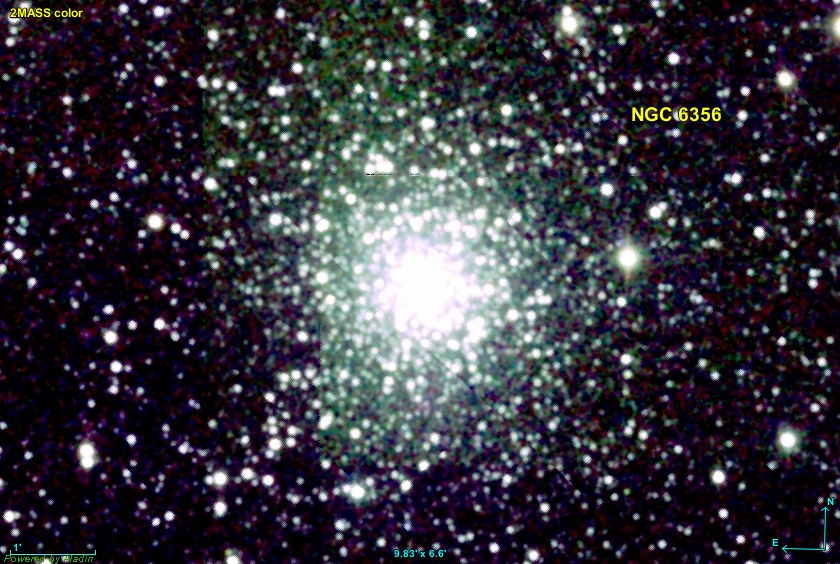
NGC 6356 en infrarouge par le relevé 2MASS.
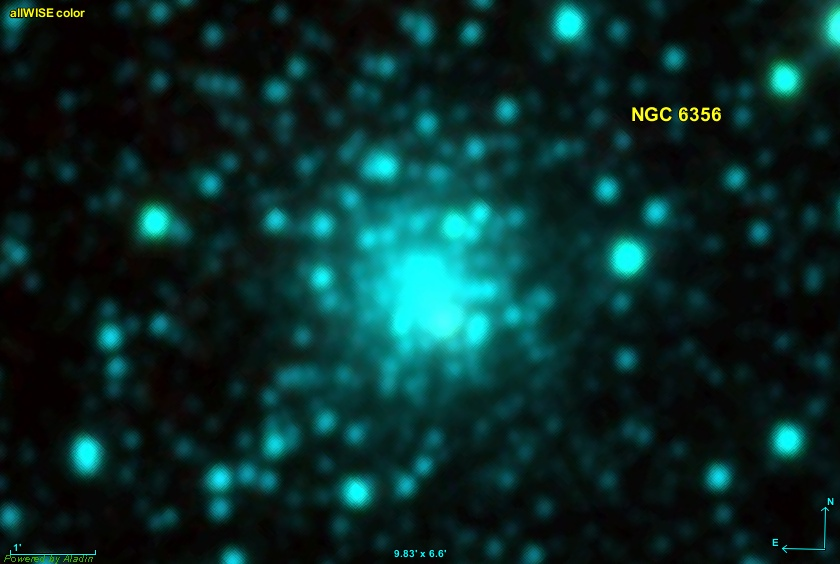
Autre image de NGC 6356 en infrarouge par le télescope spatial WISE.